# Epigynopteryx borgeaudi
Epigynopteryx borgeaudi är en fjärilsart som beskrevs av Claude Herbulot 1956. Epigynopteryx borgeaudi ingår i släktet Epigynopteryx och familjen mätare. Inga underarter finns listade i Catalogue of Life.